# Nati nel 1969/Senza giorno specificato
| Questa pagina contiene informazioni ricavate automaticamente dalle voci biografiche con l'ausilio del template Bio e di un bot. L'aggiornamento è periodico e automatico e ricostruisce completamente la pagina. Se manca una persona in questa lista, sei pregato di non aggiungerla, ma accertati piuttosto che la sua voce biografica contenga il template Bio e che i dati anagrafici siano correttamente compilati. Se il template Bio manca, inseriscilo tu stesso o, in alternativa, metti l'avviso {{tmp\|Bio}} che ne segnala la mancanza. Se i dati riportati sono sbagliati, correggi direttamente la voce biografica; le modifiche saranno visibili in questa lista entro pochi giorni. Per chiarimenti vedi il progetto biografie. La lista contiene solo le 201 persone che sono citate nell'enciclopedia e per le quali è stato implementato correttamente il template Bio. Pagina aggiornata al 10 ago 2025. |

- Paolo Agaraff, scrittore e autore di fantascienza italiano
- Richard Aleas, scrittore, editore e imprenditore statunitense
- Liz Allen, scrittrice irlandese
- Boushra Almutawakel, fotografa yemenita
- Oren Ambarchi, polistrumentista e compositore australiano
- Andrea Arrigoni, serial killer italiano († 2005)
- Nuri Aslan, politico e imprenditore turco
- Can Atilla, musicista e compositore turco
- Darryl Atkins, pilota motociclistico neozelandese
- Martina Augustin, ex sciatrice alpina tedesca
- Fausta Avelli, attrice italiana
- Danilo Barozzi, fumettista italiano
- Kevin Barry, scrittore irlandese
- Scott Beatty, scrittore e fumettista statunitense
- Nathalie Becquart, religiosa francese
- Alex Bertani, dirigente d'azienda italiano
- Alessandro Bertante, scrittore e saggista italiano
- Jessica Bird, scrittrice statunitense
- Hrafnkell Birgisson, designer islandese
- Dan Boneh, informatico israeliano
- Markus Braun, imprenditore austriaco
- Fabiana Bravo, soprano argentino
- Alexander Briger, direttore d'orchestra australiano
- Jerry Brotton, storico britannico
- Cecily Brown, pittrice britannica
- Jonas Burgert, pittore tedesco
- Valérie Cabanes, avvocato e ambientalista francese
- Simone Caltabellota, editore e scrittore italiano
- Brendan Canning, cantante e musicista canadese
- Francesca Cappa, ex cestista italiana
- Pedro Carbonell, sportivo spagnolo
- Raffaele Carpino, chitarrista italiano
- Sergio Casali, filologo classico e latinista italiano
- Massimiliano Castellani, giornalista e scrittore italiano
- Cyril Cavadore, astronomo francese
- Manuele Cecconello, fotografo e regista italiano
- Nacho Cerdà, regista e sceneggiatore spagnolo
- Giovanna Chicco, attrice e pittrice italiana
- Susan Choi, scrittrice e insegnante statunitense
- Susan Cianciolo, stilista e artista statunitense
- Soly Cissé, artista senegalese
- John Coffey, storico e docente inglese
- Sebastiano Cognolato, compositore italiano
- Jesús Colina, giornalista spagnolo
- Cristiana Collu, storica dell'arte, manager e docente italiana
- Cecilia Dart-Thornton, scrittrice australiana
- Christoph Dartmann, storico tedesco
- Arko Datta, fotografo indiano
- Paul Davies, politico gallese
- Julie Davis, regista, sceneggiatrice e attrice statunitense
- Joone, fotografo, regista e imprenditore iraniano
- Marika Daxer, ex sciatrice alpina austriaca
- François-Xavier Demaison, ingegnere, dirigente sportivo e progettista francese
- Mike Diana, fumettista statunitense
- Rob Dougan, compositore, disc jockey e cantante australiano
- Dong Mei, modella, personaggio televisivo e attrice cinese
- Rüdiger Dorn, autore di giochi tedesco
- Jackson Douglas, attore statunitense
- Olaf Dreyer, fisico tedesco
- Shevonne Durkin, attrice statunitense
- Birgit Eder, ex sciatrice alpina austriaca
- Valerie Edmond, attrice teatrale e poetessa britannica
- Caroline Elkins, scrittrice e storica statunitense
- Bruno Enna, fumettista italiano
- Anthony Fiss, ex cestista e allenatore di pallacanestro panamense
- Claudiu M. Florian, diplomatico, scrittore e traduttore rumeno
- Robert Fountain, britannico
- Gary Frank, fumettista e disegnatore britannico
- Adena Friedman, dirigente d'azienda statunitense
- Barbara Frizzarin, ex sciatrice alpina italiana
- Rick Fuller, wrestler statunitense
- Francesco Giosuè Galli, dirigente d'azienda italiano
- Laure Gardette, montatrice francese
- Giacomo Gardumi, scrittore italiano
- Sandrine Gestin, illustratrice e scrittrice francese
- Anthony Giacchino, regista, produttore televisivo e sceneggiatore statunitense
- David R. Gibson, sociologo statunitense
- Murray Gold, compositore inglese
- Adrian Goldsworthy, storico e romanziere britannico
- Matt Gordon, attore canadese
- Yannick Grannec, scrittrice francese
- Eric Grigorian, fotografo iraniano
- Sara Gruen, scrittrice canadese
- Anton Gstatter, ex sciatore alpino tedesco
- Tarquin Hall, scrittore e giornalista inglese
- Janice Hallett, giornalista e sceneggiatrice britannica
- Ingrid Halseth, ex sciatrice alpina norvegese
- Jukki Hanada, sceneggiatore giapponese
- John Harris, giornalista, scrittore e critico musicale inglese
- Christa Hartmann, ex sciatrice alpina austriaca
- Sam Hecht, designer inglese
- Ben Hopkins, regista e sceneggiatore britannico
- Khalid Izri, cantante marocchino
- Jean-Philippe Jaworski, scrittore francese
- Jo Kyung-ran, scrittrice sudcoreana
- Ethan Johns, produttore discografico britannico
- Brad Jones, allenatore di pallacanestro e dirigente sportivo statunitense
- Tetsuo Kagawa, astronomo giapponese
- Shintarō Kago, fumettista giapponese
- Izumi Kato, pittore e scultore giapponese
- Avish Khebrehzadeh, disegnatrice, pittrice e fotografa iraniana
- Bernard Khoury, architetto libanese
- Scott King, supermodello e attore statunitense
- Julie Klotz, ex sciatrice alpina canadese
- Sally Knight, ex sciatrice alpina statunitense
- Thanos Kondylis, scrittore e storico greco
- Jan van Koningsveld, tedesco
- David Kriegel, attore statunitense
- Gjermund Kveno, ex sciatore alpino norvegese
- David LaBruyere, bassista, musicista e produttore discografico statunitense
- Luisa Lambri, fotografa italiana
- Sigalit Landau, artista israeliana
- Francis Lee, regista, sceneggiatore e attore britannico
- Hilary Liftin, scrittrice statunitense
- Shannon Liss-Riordan, avvocato statunitense
- Antonino Lo Giudice, mafioso e collaboratore di giustizia italiano
- Valerio Lucarelli, scrittore italiano
- Laura Luchetti, regista e sceneggiatrice italiana
- Henmaru Machino, artista giapponese
- Tue Madsen, produttore discografico danese
- Francesco Manara, violinista italiano
- Ami Canaan Mann, regista e sceneggiatrice statunitense
- Kennedy Manyisa, ex maratoneta keniota
- Uwe Mehlmann, ex atleta paralimpico tedesco
- Andrea Meyer, poetessa, artista e modella tedesca († 2021)
- Francesco Mezzadri, fisico italiano
- Nadja Michael, soprano tedesca
- Kate Miller, attrice statunitense
- Teresa Moure, linguista e scrittrice spagnola
- Delphine Moussin, ex ballerina francese
- Gavino Murgia, polistrumentista italiano
- Latifa Nabizada, ufficiale e aviatrice afghana
- Norman Nawrocki, musicista, scrittore e cabarettista canadese
- Thumbi Ndung'u, virologo keniota
- David Nesvorný, astronomo ceco
- Annalee Newitz, scrittrice e giornalista statunitense
- Lori Nix, fotografa, ceramista e pittrice statunitense
- Davide Orecchio, scrittore italiano
- Emanuele Ottolenghi, saggista italiano
- Francesco Palazzo, fisarmonicista e compositore italiano
- Liliana Paparazzo, ex cestista italiana
- Peter Paphides, giornalista e critico musicale britannico
- Marco Parente, cantautore italiano
- Daniele Pario Perra, designer italiano
- Alan John Pascuzzi, artista italiano
- Stefano W. Pasquini, artista e scrittore italiano
- Mark Pathy, imprenditore e astronauta canadese
- Carter Payne, ex sciatrice alpina statunitense
- Raúl Paz, musicista cubano
- Latino Pellegrini, regista cinematografico italiano
- Stef Penney, scrittrice scozzese
- Karine Pons, ex sciatrice alpina francese
- Pedro Pons, arrampicatore spagnolo
- Joe Preston, bassista statunitense
- Volker Quaschning, ingegnere tedesco
- Herbert Raab, astronomo austriaco
- Todd Replogle, autore di videogiochi statunitense
- Desmond Richardson, coreografo e ballerino statunitense
- Guido Rimonda, violinista e direttore d'orchestra italiano
- Mukhtar Robow Mansur, politico e ex terrorista somalo
- Paco Roca, fumettista spagnolo
- Josephat Rop, ex maratoneta keniota
- Zainab Salbi, attivista e scrittrice irachena
- Jerónimo Tristante, scrittore spagnolo
- Pavel Sanaev, scrittore, regista e sceneggiatore russo
- Vincenzo Santapaola, mafioso italiano
- Fabiana Sargentini, regista italiana
- Dai Satō, sceneggiatore e musicista giapponese
- Stephanie Savage, sceneggiatrice e produttrice televisiva canadese
- Pietro Sedda, artista italiano
- Sonia Shah, giornalista statunitense
- Max Sharam, cantante australiana
- Joplin Sibtain, attore inglese
- Shahzia Sikander, artista pakistana
- Invader, artista e writer francese
- Auraeus Solito, regista filippino
- DJ Sneak, disc jockey e produttore discografico portoricano
- Alec Soth, fotografo statunitense
- Daniel Speck, scrittore, sceneggiatore e docente tedesco
- Meredith Stiehm, sceneggiatrice e produttrice televisiva statunitense
- Kathryn Stockett, scrittrice statunitense
- Giovanni Succi, musicista, cantautore e paroliere italiano
- Karla Suárez, scrittrice cubana
- Alessandra Tesi, fotografa italiana
- William Trevitt, ex ballerino, regista e produttore televisivo britannico
- Stefano Tummolini, sceneggiatore, regista e scrittore italiano
- Janne Ugelstad, ex sciatrice alpina norvegese
- Stephan Vanfleteren, fotografo e fotoreporter belga
- Carlo Ventre, tenore uruguaiano
- Enrico Vita, dirigente d'azienda italiano
- Daniele Vitali, glottologo e traduttore italiano
- Matt Walker, batterista statunitense
- Nick Walker, writer britannico
- Emma Walmsley, imprenditrice britannica
- Toby Wilkinson, egittologo britannico
- Alexa Wolf, giornalista e regista svedese
- Tsuchida Yasuhiko, artista giapponese
- Gary Younge, giornalista e scrittore britannico
- Anna Zafesova, giornalista e traduttrice russa
- Ali al-Faraj, imprenditore saudita
- Bronja Žakelj, scrittrice slovena